# میدان تروکادرو

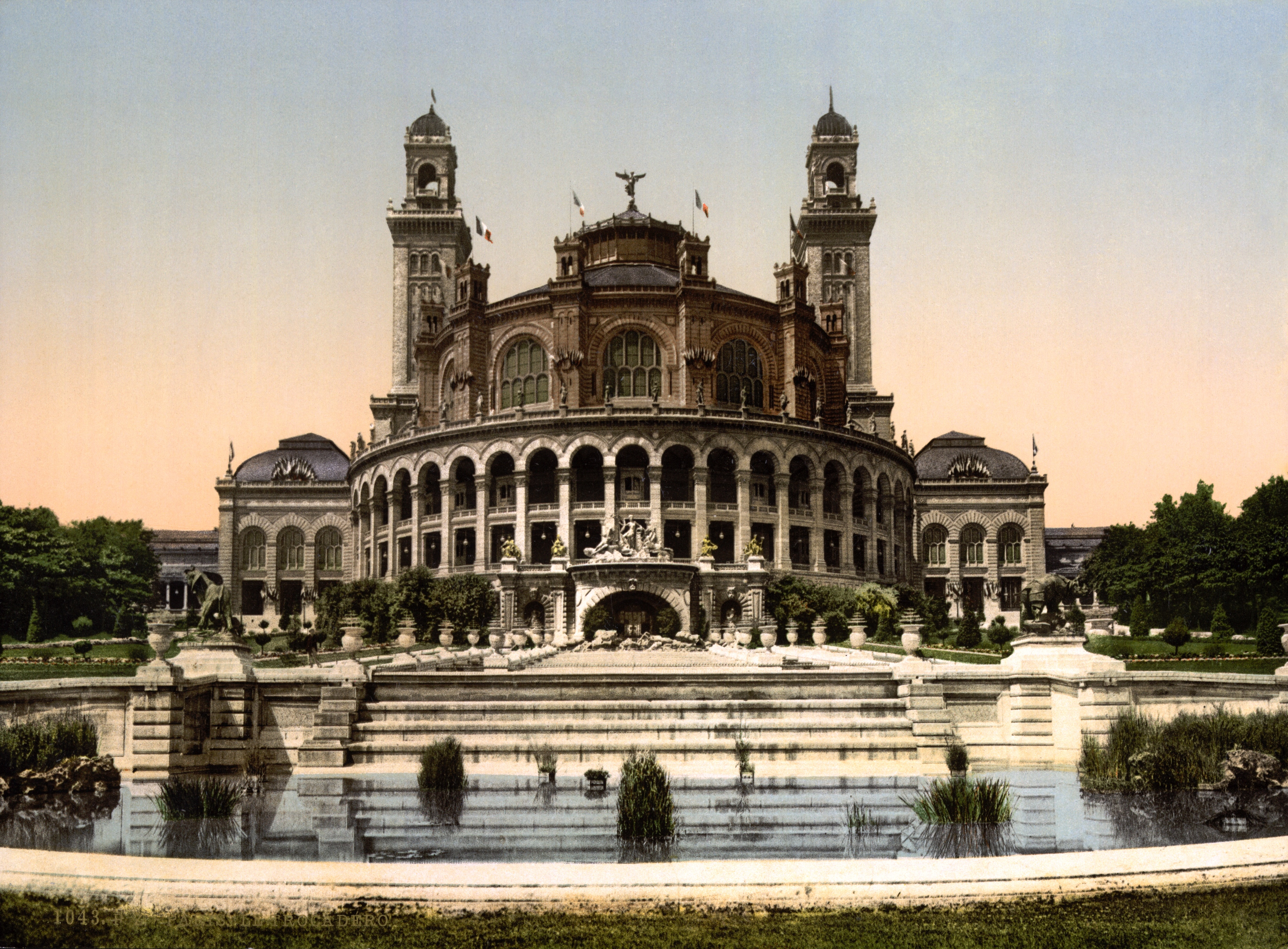

تروکادرو (به فرانسوی: Trocadéro) از میدان‌های معروف شهر پاریس است و در مقابل رود سن و برج ایفل قرار گرفته‌است.
میدان تروکادرو، به «میدان حقوق بشر» معروف است و بیشتر گروه‌های اپوزیسیون دولت‌های مختلف مستقر در فرانسه، در این‌مکان تظاهرات می‌کنند.